# Бернштейн-Коган, Сергей Владимирович
Серге́й Влади́мирович Бернште́йн-Ко́ган (15 мая 1886, Кишинёв, Бессарабская губерния — 1951, Москва) — российский и советский экономист, экономико-географ, специалист по экономической географии водного транспорта и промышленности, один из пионеров этих направлений в СССР, на протяжении 1920-х годов глава районной школы в отечественной экономической географии. Автор ряда научных трудов по общей экономической географии, теории размещения промышленности и транспорта, экономическому районированию, исторической географии и промышленной социологии.

## Биография

### Образование и работа в Петрограде
Сергей Владимирович Бернштейн-Коган родился 15 мая (по старому стилю) 1886 года в бессарабском губернском городе Кишинёве в еврейской семье. Его родители, выпускник 1-й кишинёвской гимназии и Дерптского университета, инженер-технолог Владимир Матвеевич (Вольф Мотелевич) Бернштейн-Коган (1851—1899) и Августа Карловна Коган, принадлежали к купеческому сословию. Отец был первым управляющим механического завода Сербова в Кишинёве. 
Учился в кишинёвской гимназии, из которой был исключён за участие в революционных кружках. В 1902 году поступил в Лозанскую Высшую инженерную школу, с 1906 года учился на экономическом отделении Политехнического института (политехникума) в Петербурге у доцента П. Б. Струве, чьи лекции Бернштейн-Коган опубликовал в 1910 году с собственными комментариями. Ещё будучи студентом опубликовал влиятельную монографию «Численность, состав и положение петербургских рабочих» (1910) и ряд статей, вошедших в редактируемые П. Б. Струве экономические обзоры (см. например, Некоторые особенности и преобразование аграрного строя России по закону 9 ноября. Московский ежегодник, № 20 от 22 мая 1910 года). В 1909—1913 годах входил в редколлегию институтского сборника статей о студенческой жизни «Политехник», с 1912 года — газеты «Голос политехника», которая выходила в типографии товарищества издательского дома «Копейка» с 9 (22) ноября 1912 года и одним из основателей которой был С. В. Бернштейн-Коган.
После окончания Политехнического института в 1912 году был оставлен в нём преподавателем, одновременно работал статистиком в Бюро экономических изысканий Управления внутренних водных и шоссейных дорог, подготовил «Очерк развития и современного состояния внутреннего водного транспорта в главнейших странах Западной Европы и в Северной Америке» в двух выпусках (СПб, 1912 и 1913). В том же году был призван в армию; после демобилизации в конце 1915 года работал в Особом совещании по топливу (в 1917 году заместитель председателя Совещания).
С 1918 года работал при Комитете государственных сооружений и в кооперативных организациях, в том числе Совете объединённой сельскохозяйственной кооперации (Сельскосовет) — главном рабочем органе Всероссийского закупочного союза сельскохозяйственной кооперации (Сельскосоюз). В 1919 году был избран доцентом по кафедре экономической географии в Иваново-Вознесенском политехническом институте. C 1919 года по совместительству работал в Народном комиссариате путей сообщения консультантом, затем членом Совета Высшего технического комитета, с 1922 года членом коллегии, председателем тарифного комитета и комиссии по борьбе с дороговизной, с 1925 года — членом президиума Госплана СССР. С 1920 года — профессор Петроградского политехнического института.

### В Москве
В середине 1920-х годов переехал в Москву, преподавал в Московском государственном университете и в Институте инженеров путей сообщения, читал лекции в нескольких ленинградских ВУЗах, вёл курсы экономической географии, экономики и географии промышленности и путей сообщения, был на руководящей работе в Главсевморпути и других транспортных организациях. В 1925 году организовал и возглавил кафедру экономической географии (т. н. Направление экономической географии) во Втором Московском государственном университете. Профессорами на кафедре работали видные советские географы А. А. Рыбников и Н. Н. Баранский.
В эти годы им была детально разработана концепция производственных и хозяйственных единиц В. Зомбарта и П. Б. Струве, введено понятие экономического ландшафта, опубликованы работы по сельскохозяйственной кооперации и математической экономике. Разрабатываемая Бернштейн-Коганом с начала 1920-х годов на основе представлений об уникальности местного экономического ландшафта теория экономического районирования и размещения промышленности привлекла значительное число сторонников, известных как районная школа советской экономической географии. С. В. Бернштейн-Коган стоял во главе этой школы вплоть до конца 1920-х годов, когда его учение было признано политически вредным.
В 1922 году вышел выдержавший несколько переизданий учебник Бернштейн-Когана «Очерки экономической географии» (в двух частях). Прочитанный Бернштейн-Коганом на электротехническом факультете Московского высшего технического училища и на экономическом факультете Петроградского политехнического института курс экономики промышленности лёг в основу другого его известного учебника «Введение в экономию промышленности» (1926), в котором автор развивал экономическую теорию хозяйственных единиц и оптимизационный подход к анализу поведения предприятий, ориентирующихся на минимизацию общих затрат (см. главу 5 «Выбор наивыгоднейшей комбинации элементов производственной единицы и её наивыгоднейшего размера»). Именно с этого учебника вели своё начало политические обвинения в адрес учёного, которые не прекратились и после того, как он вынужден был целиком переключиться на вопросы водного транспорта. Результатом исследований этих вопросов стал, среди прочего, учебник «Очерки географии транспорта» (1930) — последняя монографическая публикация Бернштейн-Когана перед репрессиями.
Во второй половине 20-х годов входил в редакционный совет многотомной «Технической энциклопедии» (Москва: Советская энциклопедия, 1927—1929).

### Научная полемика между сторонниками С. В. Бернштейн-Когана и В. Э Дена
В начале 1920-х годов Бернштейн-Коган вступил в научную полемику со своим коллегой В. Э. Деном, заведующим кафедрой экономической географии Петроградского политехнического института. Противостояние школ Бернштейн-Когана (т. н. «когановцы») и В. Э. Дена (т. н. «деновцы») — дискуссия о рациональном размещении производительных сил — находилось в центре советской экономической географии на протяжении 1920-х годов. Сторонники Бернштейн-Когана считали взгляды Дена разновидностью традиционного экономического подхода, представляющего собой количественное описание тех или иных социально-экономических объектов и не принимающего во внимание специфических особенностей географической местности. Сторонники Дена полагали, что предлагаемые «когановцами» в соответствии с идеями Бернштейн-Когана о экономическом ландшафте и экономическом районировании сверхдальние грузовые перевозки приведут к увеличению себестоимости конечной продукции.
Дискуссия совпала по времени с репрессиями против «вредителей» среди интеллигенции и управленцев (дела «Промпартии» и «Трудовой крестьянской партии»), в результате которых любые идеи, отклоняющиеся от правительственных директив, стали поводом к подозрению в «антисоветской деятельности». В это же время началась кампания против сторонников «буржуазных» теорий в экономической географии. Хорологическое учение Бернштейн-Когана было объявлено лженаучным, а он сам и заведующий кафедрой экономики промышленности Московского института народного хозяйства А. М. Гинзбург (1878—1937) признаны «идеологами капиталистической реставрации, социал-интервентами и вредителями, проводниками буржуазных и социал-фашистских установок в вопросах экономики промышленности». Вскоре, однако, была разгромлена и научная школа В. Э. Дена, работы представителей которой были названы «дискредитирующими идеи социалистического строительства».
Бернштейн-Коган после разгромной критики его книги «Введение в экономию промышленности» в 1927 году полностью отошёл от экономики промышленности и математических методов, целиком сконцентрировавшись на проблемах водного транспорта. Тем не менее 27 июля 1930 года он был арестован и 18 марта 1931 года осуждён по статьям 58-4, 7, 9, 11; приговорён к высшей мере наказания с последующей заменой заключением в ИТЛ сроком на 10 лет. Отбывал срок на строительстве Канала имени Москвы в Дмитровлаге. После пересмотра дела постановлением ОГПУ от 2 июля 1932 года Бернштейн-Коган был условно досрочно освобождён, постановлением Коллегии ОГПУ от 9 июля 1933 года ему было разрешено свободное проживание на территории СССР (реабилитирован посмертно 21 декабря 1989 года). Его имя и роль в создании советской школы районной географии, которую он возглавлял на протяжении 1920-х годов, долгое время практически не упоминались, хотя само направление с середины 1930-х годов получило дальнейшее развитие, в особенности в работах Н. Н. Баранского и его коллег.
После освобождения С. В. Бернштейн-Коган опубликовал несколько крупных работ по исторической географии преимущественно российских водных путей («Вышневолоцкий водный путь», 1946; Внутренний водный транспорт США, 1946; «Путь из варяг в Греки», 1950), а также новый учебник «Общий курс внутреннего водного транспорта» (1946). Последний труд С. В. Бернштейн-Когана «Волго-Дон» (Историко-географический очерк) остался в рукописи, был подготовлен к печати и издан в 1954 году его учеником — известным советским экономикогеографом и этнографом В. В. Покшишевским (1905—1984).

## Семья
Сёстры — Надежда (19 августа 1883 — ?); Елена Мария (Елена Владимировна, 19 января 1880 — ?), работала преподавателем в кишинёвской частной гимназии Скоморовской.
Братья — Александр (1881—?), выпускник Цюрихского университета, доктор медицины (диссертация «Untersuchungen über den Verlauf und die Dauererfolge der Lungentuberkulose im Hochgebirge», 1909), был женат на Леонтине Исааковне Бернштейн-Коган (нем. Leontine Bernstein-Kohan, урождённой Гринфельд; 6 марта 1883, Кишинёв — ?), докторе медицины (диссертация «Das Verhalten des Patellarsehnenreflexes bei Meningitis», Цюрихский университет, 1909); Матвей (нем. Mathias Kohan-Bernstein, 7 февраля 1888 — ?),  доктор права (диссертация «Die Widernatürliche Unzucht: Ein Beitrag zur Kritik des deutschen Strafrechts», Гейдельбергский университет, 1910).
- Дяди (родные братья отца):
  - Сионистский общественный деятель, врач Яков Матвеевич Бернштейн-Коган (1859—1929); его дочь (двоюродная сестра С. В. Бернштейн-Когана) — израильская актриса, основоположница ивритского театра в Палестине Марьем (Мириам) Яковлевна Бернштейн-Коган (1895—1991).
  - Народоволец Лев Матвеевич Коган-Бернштейн (1862—1889); его сын (двоюродный брат С. В. Бернштейн-Когана) — эсер, член Учредительного собрания Матвей Львович Коган-Бернштейн (1886—1918).
- Тётя — доктор медицины Анна Матвеевна Бернштейн-Коган.
- Троюродные братья — зоолог и географ Лев Семёнович Берг; литературовед-пушкинист Лев Рудольфович Коган.

## Монографии С. В. Бернштейна-Когана
- Численность, состав и положение петербургских рабочих (опыт статистического исследования) — Издательство Санкт-Петербургского политехнического института: СПб, 1910. — 206 с.
- Записки по курсу экономии промышленности, читанному доц. П. Б. Струве. Курс 1909/10 уч. г. Крупная промышленность в историческом освещении. СПб, 1910.
- Очерк развития и современного состояния внутреннего водного транспорта в главнейших странах Западной Европы и в Северной Америке. Выпуск I, СПб, 1912; Выпуск II, СПб, 1913.
- Экономическое районирование России. Москва, 1921.
- Очерки экономической географии. 1-е издание, часть I. Госиздат: Москва—Петроград, 1922 (2-е издание, 1924; 3-е издание, 1925).
- К вопросу о постановке работ по районированию и рационализации географического размещения промышленности. ВСНХ: Москва, 1925.
- Экономическое значение леса и его продуктов. Научно-технический отдел ВСНХ РСФСР. Гостехиздат: Москва, 1925.
- Введение в экономию промышленности. Москва, 1926.
- Внутренний водный транспорт (его история, экономика и финансы). Выпуск I. Транспечать: Москва, 1927.
- Основные проблемы транспорта СССР и перспективы его развития. Транспечать НКПС: Москва, 1929.
- Очерки географии транспорта. Госиздат: Москва—Ленинград, 1930.
- К вопросу о выборе схемы реконструкции Волги (с Г. М. Матлиным). Москва, 1934.
- Общий курс внутреннего водного транспорта (утверждён ЦУУЗ’ом Министерства речного флота СССР в качестве учеб. пособия для втузов речного транспорта). Речиздат: Москва, 1946.
- Вышневолоцкий водный путь. Издательство Минречфлота: Москва, 1946.
- Путь из варяг в Греки. Вопросы географии. Сборник 20: Историческая география СССР. Москва, 1950.
- Волго-Дон. Историко-географический очерк. Издательство АН СССР: Москва, 1954.